# Jeskyně Corbeddu
Jeskyně Corbeddu se nachází  v údolí Lanaittu na území obce Oliena v provincii Nuoro na Sardinii. V této jeskyni našel útočiště slavný sardinský loupežník Giovanni Corbeddu (1844–1898), po němž byla jeskyně pojmenována.

## Popis a historie
Jeskyně je dlouhá asi 130 metrů a skládá se v podstatě ze tří sálů. Byly zde nalezeny významné archeologické nálezy, zejména některé lidské ostatky datované do doby před 20 000 lety, které představují nejstarší důkaz o výskytu Homo sapiens na Sardinii. Mezi další nálezy lidských kostí, které lze rovněž zařadit do závěrečné fáze paleolitu, patří čelistní a spánková kost. Paleoantropologická analýza prokázala určitou diferenciaci, pravděpodobně v důsledku izolace, mezi těmito populacemi a jinými populacemi, které se vyskytovaly ve stejném období na kontinentální Evropě.
Byly také nalezeny kostěné a kamenné nástroje, které tito pravěcí lidé používali v každodenním životě. Jeskyně, jak dokládají další nálezy, byla osídlena i v období neolitu. Kromě lidských kostí se v jeskyni nacházely i kosti mnoha dnes již vyhynulých zvířat, například Megaloceros cazioti a Prolagus sardus.